# Vulkangruppe
Die Vulkangruppe ist eine 2011 gegründete linksextremistische Gruppierung, die Brandanschläge auf Kabelschächte sowie Strom- und Datenleitungen in Berlin und Brandenburg begeht. Der Verfassungsschutz rechnet sie dem anarchistischen Spektrum zu.
Zu den Taten der Gruppe gehören u. a. Sabotageakte an einem Starkstromkabel 2018 in Berlin-Charlottenburg und an einem Kabelschacht 2020 in Berlin. Des Weiteren bekannte sie sich in einem Bekennerschreiben zur Brandstiftung an einem Strommast mit Kabeln zur Baustelle der Tesla-Fabrik im Jahr 2021. Eine Aussage in dem Schreiben lautete, kein Tesla solle weltweit mehr sicher sein vor ihrer „flammenden Wut“.
Ziel der Sabotageakte soll regelmäßig die Beeinträchtigung der Infrastruktur und Störung der öffentlichen Ordnung sein. Die Gruppe sei bestrebt, die Funktionsweise des „kapitalistischen Alltags“ zu durchbrechen und Menschen zum Innehalten zu bewegen. Darauf beruht auch die Namensgebung mit dem Begriff Vulkan, weil zurückliegende Vulkanausbrüche zur Beeinträchtigung des Wirtschaftsleben führten wie 2010 zur europaweiten Einstellung des Luftverkehrs nach dem Ausbruch des Eyjafjallajökull auf Island. An weiteren isländischen Vulkanen wurden in Bekennerschreiben der Gruppe Katla, Grimsvötn und Hekla erwähnt.
Die Namen der Gruppe wechseln auch thematisch in Bekennerschreiben (z. B. „Vulkangruppe Gegen den Fortschritt der Zerstörung“, „Vulkangruppe Shut Down The Power“). Es gibt Spekulationen über mögliche Strukturen und Identitäten innerhalb der Gruppe jedoch sind genaue Mitgliederzahlen und organisatorische Strukturen unklar. Der Verfassungsschutz Berlin ging mit Stand von 2019 von einer gefestigten Struktur aus, Beobachtungen deuten auf einen (teil-)identischen Autorenkreis in mehreren Bekennerschreiben hin.
Einzelheiten zur Gruppe (Mitglieder, Struktur) sind unklar und Gegenstand laufender Ermittlungen.